# Garin Koublé (Zermou)
Garin Koublé (auch: Koublé) ist ein Dorf in der Landgemeinde Zermou in Niger.

## Geographie
Das von einem traditionellen Ortsvorsteher (chef traditionnel) geleitete Dorf liegt am linken Ufer des Trockentals Zermou und ist ein nördlicher Vorort des Hauptorts Zermou der gleichnamigen Landgemeinde, die zum Departement Mirriah in der Region Zinder gehört. Eine weitere Siedlung in der Umgebung von Garin Koublé ist Toumbala im Norden.
Es herrscht das Klima der Sahelzone vor, mit einer durchschnittlichen jährlichen Niederschlagsmenge zwischen 300 und 400 mm.

## Bevölkerung
Bei der Volkszählung 2012 hatte Garin Koublé 1812 Einwohner, die in 338 Haushalten lebten. Bei der Volkszählung 2001 betrug die Einwohnerzahl 985 in 176 Haushalten und bei der Volkszählung 1988 belief sich die Einwohnerzahl auf 586 in 110 Haushalten.

## Wirtschaft und Infrastruktur
Etwa 900 Meter nördlich von Garin Koublé steht die Toumbala-Talsperre, die der Bewässerung, Wasserversorgung und Viehwirtschaft dient. Beim Dorf verläuft die 17,08 Kilometer lange Route 752 zwischen dem Gemeindehauptort Zermou und dem Dorf Kassama. Es handelt sich um eine wenig ausgebaute Landstraße.